# Launeddas
Launeddas je dechový nástroj používaný v sardinské lidové hudbě. Je tvořen třemi píšťalami, každá má jeden plátek (cabitzina). Nejdelší píšťala tumbu je bez otvorů, kratší mancosedda a mancosa manna mají po pěti obdélníkových otvorech zakrývaných při hře prsty. 
Launeddas patří mezi aerofony a ke hře na ně se využívá cirkulární dech. Nástroj má polyfonní zvuk připomínající dudy. K jeho výrobě se využívá nejčastěji trsť rákosovitá, nejkvalitnější materiál roste v okolí Samatzai. K ladění se používá včelí vosk. 
Launeddas vychází z dechového nástroje memet, který se podle dobových vyobrazení používal již za egyptské Staré říše. V Ittiri byla nalezena soška hráče na launeddas vytvořená v době nuragské civilizace. Nástroj bývá spojován s pastevectvím a kultem boha Pana. Autorem významné studie o launeddas je dánský etnomuzikolog Andreas Fridolin Weis Bentzon. Existují různé typy launeddas, jako mediana, fiorassiu nebo punt'é organu.
Známými hráči na launeddas jsou Luigi Lai, Dionigi Burranca a Efisio Melis. Hra na tento nástroj doprovází tradiční sardinský kolový tanec ballu tundu. Je také součástí náboženských slavností, jako je např. svátek mučedníka Efisia, patrona města Cagliari.